# 해망서원
해망서원(海望書院)은 대한민국 전라남도 화순군 춘양면 대신리에 있는 서원이다. 1984년 2월 29일 전라남도의 문화재자료 제122호로 지정되었다.

## 개요
김종직·김굉필·정여창·김일손·정여해를 기리기 위한 서원이다.
김종직(1431∼1492)은 조선 전기 문신으로 어려서부터 문장에 뛰어나 많은 글을 썼는데 그 중 단종을 내쫓고 왕위를 빼앗으려는 세조를 중국의 고사를 이용하여 비난한 ‘조의제문’이 무오사화의 단서가 되었다. 정몽주·길재의 학통을 이은 그의 도학사상은 제자들을 통해 절의를 중요시하는 조선시대 도학의 맥으로 이어졌다.
김굉필(1454∼1504)·정여창(1450∼1504)·김일손(1464∼1498)은 정여해와 같은 김종직의 제자들이지만 연산군 4년(1498) 무오사화와 연산군 10년(1504) 갑자사화 때 참형을 당하였다.
해망서원은 중종 3년(1508)에 정여해가 스승인 김종직과 이들의 넋을 위로하기 위해 세웠다. 그 후 정여해가 죽자 방치된 것을 지역 유림들이 고종 8년(1871) 정여해의 위패를 추가로 모시고 1934년에 지금의 모습으로 고쳐 지었다.
서원 경내에는 숭의사, 구인당, 내삼문, 외삼문 등의 건물이 있다. 숭의사는 앞면 3칸·옆면 1칸 규모로, 지붕은 옆면에서 볼 때 사람 인(人)자 모양인 맞배지붕이다.
안쪽에는 김종직을 중심으로 좌우에 김굉필·정여창·김일손·정여해의 위패를 모시고 있으며, 해마다 9월 15일에 제사를 지내고 있다. 강당인 구인당은 앞면 4칸·옆면 3칸 규모이다. 지붕은 옆면에서 볼 때 여덟 팔(八)자 모양인 팔작지붕으로 꾸몄다.

## 주변 건축 허용기준
2020년 1월 16일 '전라남도 지정문화재 역사문화환경 보존지역 내 건축행위 등에 관한 허용기준'이 고시되었다.

## 참고 문헌
- 해망서원 - 국가유산청 국가유산포털